# مبرهنة التحليل إلى عوامل لفايرشتراس
في الرياضيات، وبالتحديد في التحليل المركب، مبرهنة التحليل إلى عوامل لفايرشتراس أو مبرهنة التعميل لفايرشتراس (بالإنجليزية: Weierstrass factorization theorem)‏ هي مبرهنة تنص على أن كل دالة صحيحة يمكن أن يُعبر عهنا جداءًا (قد يكون غير منتهٍ) تستعملن فيه جذور هذه الدالة. قد يُنظر إلى هذه المبرهنة امتدادًا للمبرهنة الأساسية في الجبر، والتي تنص على أن كل متعددة حدود قابلة للتحليل إلى حدود خطية، يستعمل في كل واحد منهم جذر من جذور هذه متعددة الحدود.